# Správní obvod obce s rozšířenou působností Most
Správní obvod obce s rozšířenou působností Most je od 1. ledna 2003 jedním ze dvou správních obvodů rozšířené působnosti obcí v okrese Most v Ústeckém kraji. Čítá 15 obcí.
Město Most je zároveň obcí s pověřeným obecním úřadem, přičemž oba správní obvody jsou územně totožné.

## Seznam obcí
Poznámka: Města jsou vyznačena tučně.
- Bečov
- Bělušice
- Braňany
- Havraň
- Korozluky
- Lišnice
- Lužice
- Malé Březno
- Most
- Obrnice
- Patokryje
- Polerady
- Skršín
- Volevčice
- Želenice

## Obyvatelstvo
| Rok  | Obyv.  | ± %     |
| ---- | ------ | ------- |
| 1869 | 19 022 | —       |
| 1880 | 28 073 | +47,6 % |
| 1890 | 37 194 | +32,5 % |
| 1900 | 51 691 | +39 %   |
| 1910 | 60 956 | +17,9 % |

| Rok  | Obyv.  | ± %     |
| ---- | ------ | ------- |
| 1921 | 64 242 | +5,4 %  |
| 1930 | 70 179 | +9,2 %  |
| 1950 | 55 502 | −20,9 % |
| 1961 | 66 664 | +20,1 % |
| 1970 | 69 254 | +3,9 %  |

| Rok  | Obyv.  | ± %     |
| ---- | ------ | ------- |
| 1980 | 70 735 | +2,1 %  |
| 1991 | 78 644 | +11,2 % |
| 2001 | 77 027 | −2,1 %  |
| 2011 | 73 938 | −4 %    |
| 2021 | 69 837 | −5,5 %  |